# Paul Larivaille
Paul Larivaille, né le 14 septembre 1932 à Saint-Étienne-de-Fursac (Creuse), est un universitaire français, spécialiste de la littérature italienne. Il a été président de l'Université Paris-Nanterre de 1988 à 1993.

## Biographie

### Jeunesse et études
Paul Larivaille poursuit des études d'italien à l'université. Il obtient l'agrégation d'italien en 1955, puis un doctorat en 1972.

### Carrière dans l'enseignement
Il est maître d'internat au lycée de Montluçon entre 1951 et 1952, ainsi qu'adjoint d'enseignement au lycée de garçons de la même ville. En 1952, il obtient le même poste au lycée de filles de Vichy, jusqu'en 1953. Il est ensuite maître d'internat au lycée de Montluçon jusqu'en 1954.
Il obtient une bourse pour étudier à l'École normale supérieure de Pise entre 1953 et 1954. Lorsqu'il revient en France, il est adjoint d’enseignement  au Collège de Riom. Ayant obtenu l'agrégation, il devient professeur au lycée de garçons de Bourg-en-Bresse, où il reste quatre ans. 
En 1959, il est admis comme professeur au Lycée Condorcet, à Paris. Il conserve ce poste jusqu'en 1966, date à laquelle il devient assistant à l'Université Paris-Nanterre.  

### Carrière universitaire
Embauché à l'Université Paris-Nanterre en 1966, il est promu maître-assistant en janvier 1969, puis chargé d'enseignement en décembre 1973. En octobre 1974, il est maître de conférences, puis professeur sans chaire en 1975, et enfin professeur titulaire en janvier 1983. 
Il se fait connaître dans le monde académique pour sa théorie sur le schéma quinaire, fondement de la narratologie. Il rédige des articles académiques, publie des ouvrages et traduit de l'italien,, et reçoit le Prix Thérouanne en 1980.  Il est habilité à diriger des recherches à partir de la fin des années 1980.
Il s'implique dans la vie de l'université. Il est tout d'abord vice-président de l’université chargé de la recherche entre mai 1977 et février 1981, puis président de la commission des  publications de l’université entre 1984 et 1988. Il est également responsable du fichier central des thèses entre 1984 et 1985.
Il est élu président de l'Université Paris-Nanterre le 1er juin 1988, à 75 voix sur 118 votants, au neuvième tour. Il conserve ce poste jusqu'au 31 mai 1993.

### Après la présidence de l'université
Il est mis à disposition du CNRS entre juin 1993 et mai 1994, et est admis à la retraite en 1996.